# Dom mieszkalny nauczyciela w Katowicach-Giszowcu
Dom mieszkalny nauczyciela w Katowicach-Giszowcu – zabytkowy dom urzędniczy w Katowicach, położony na terenie dzielnicy Giszowiec, przy ulicy Działkowej 28, powstały wraz z budową osiedla patronackiego Giszowiec pomiędzy 1907 a 1909 rokiem. Został on zaprojektowany przez Georga i Emila Zillmannów.

## Historia
Dom powstał pomiędzy wraz z całym osiedlem patronackim Giszowiec z inicjatywy ówczesnego dyrektora generalnego spółki Georg von Giesches Erben – Antona Uthemanna. Został on zaprojektowany przez Georga i Emila Zillmannów z Charlottenburga koło Berlina. Wówczas to dla urzędników przyszłego osiedla, w tym dla policjantów, urzędowego sierżanta, sekretarzy dworskich i leśnictwa, sztygarów, poborcę myta, nauczycieli i dyrektorów szkół zaplanowano osobne budynki. Różniły się one zarówno budową i kształtem zewnętrznym, jak i wystrojem i zagospodarowaniem przestrzeni wewnątrz od domów dla robotników. Były to domy bardziej reprezentacyjne i piętrowe, dlatego też lokalizowano je w miejscach bardziej prestiżowych – przy skrzyżowaniach ulic. Sam zaś dom mieszkalny dla nauczyciela pobliskiej szkoły ludowej i jego rodziny powstał pomiędzy 1907 a 1909 rokiem. Dla samotnych nauczycieli przewidziano wówczas mieszkania na piętrze kompleksu szkolnego.
W latach 60. XX wieku, w związku z powstaniem w Giszowcu kopalni „Staszic”, zadecydowano o wyburzeniu unikatowego osiedla i postawieniu w jego miejscu nowego kompleksu złożonego z wielokondygnacyjnych bloków mieszkalnych. Na przełomie lat 60. i 70. XX wieku rozpoczęto wyburzanie osiedla Giszowiec. Wyburzeniu groziło całe osiedle, dlatego też rozpoczęto działania celem jej uratowania. Przetrwała jedynie jedna trzecia części zabytkowej zabudowy.
Budynek domu mieszkalnego nauczyciela wpisano do rejestru zabytków 10 listopada 2001 roku. Obecnie, według stanu z listopada 2020 roku, stanowi on dom mieszkalny, a także jest siedzibą biura nieruchomości.

## Architektura i otoczenie
Dom mieszkalny nauczyciela został wzniesiony w stylu łączącym styl wiejskiego domku z górnośląską chałupą. Elewacja budynku została otynkowana na biało. Dachy budynków urzędniczych, w tym domu nauczyciela, pokryto ogniotrwałym gontem. Obecnie budynek posiada czterospadowy drewniany dach kryty dachówką. Okna zostały zakończone okiennicami. Do budynku przylegały: piwnica, komórki oraz strych.
Wysokość pomieszczeń na parterze wynosi 3 metry, a przy głównych pomieszczeniach wykonano wykusze. Zaprojektowano dużą sień, którą od drzwi wejściowych dzielił przedsionek służący jako wiatrołap. Wybudowano również skręcone, drewniane schody. W pokojach mieszkalnych zainstalowano ogrzewanie piecami kaflowymi pokrytymi glazurą.
Wokół domu nauczyciela zaplanowano mniejszy ogród aniżeli przy pozostałych domach robotniczych, gdyż miał on pełnić głównie funkcje rekreacyjne.